# Proteína C reactiva
La proteína C reactiva (PCR o CRP por sus siglas en inglés) es una proteína plasmática circulante, que aumenta sus niveles en respuesta a la inflamación (proteína de fase aguda). El rol fisiológico de esta proteína consiste en unirse a la fosfocolina expresada en la superficie de las células moribundas o muertas, y a algunos tipos de bacterias, con el fin de activar el sistema del complemento, por la vía del complejo C1Q.
Es sintetizada por el hígado en respuesta a factores liberadores y por los adipocitos. Es miembro de la familia de las pentraxinas. No debe ser confundida con el péptido C ni con la Proteína C.

## Función
La PCR es miembro de la clase de reactivos de fase aguda o proteína de fase aguda y su nivel aumenta dramáticamente durante los procesos inflamatorios que ocurren en el cuerpo. Este incremento se debe a un aumento en la concentración plasmática de IL-6, que es producida por macrófagos, células endoteliales, linfocitos T y adipocitos. La PCR se liga a la fosfocolina de los microorganismos. Se piensa que colabora con el complemento ligándose a células extrañas y dañadas, facilitando la fagocitosis que realizan los macrófagos, quienes expresan un receptor para PCR. También se cree que desempeña un papel importante en la inmunidad innata, como un sistema de defensa temprano contra infecciones. La PCR aumenta hasta 50.000 veces en estados inflamatorios agudos. Se eleva sobre su nivel normal dentro de las 6 horas siguientes y alcanza el pico máximo en 48 horas. Su vida media es constante, y por ello la principal forma de medir sus niveles, es mediante la determinación de la tasa de producción (y por lo tanto la gravedad de la causa precipitante). El amiloide A sérico es un marcador de fase aguda relacionado, que se eleva rápidamente en circunstancias similares. Además se ha demostrado que sus niveles se incrementan en los episodios agudos coronarios, significando un mal pronóstico tanto a corto como a largo plazo.

## Uso diagnóstico
La PCR se usa como marcador de inflamación. La medición de los valores de la PCR puede servir para determinar el progreso de una enfermedad o la efectividad del tratamiento. Para su análisis se requiere de plasma heparinizado  o  suero. Hay varios métodos analíticos para determinar la PCR, como por ejemplo el ELISA, la inmunoturbidímetría, la inmunodifusión rápida, y la aglutinación visual.
Un test de PCR de alta sensibilidad, mide niveles bajos de PCR mediante el uso de nefelometría láser. La prueba arroja resultados en 25 minutos, con una sensibilidad menor a 0.04 mg/L. La concentración sérica normal en los adultos sanos usualmente es inferior a 10 mg/L, aumentando ligeramente en la vejez. En mujeres embarazadas al final de la gestación y en inflamación leve e infecciones virales oscila entre 10–40 mg/L. En procesos inflamatorios activos e infecciones bacterianas, entre 40–200 mg/L y en infecciones bacterianas severas y quemaduras >200 mg/L.

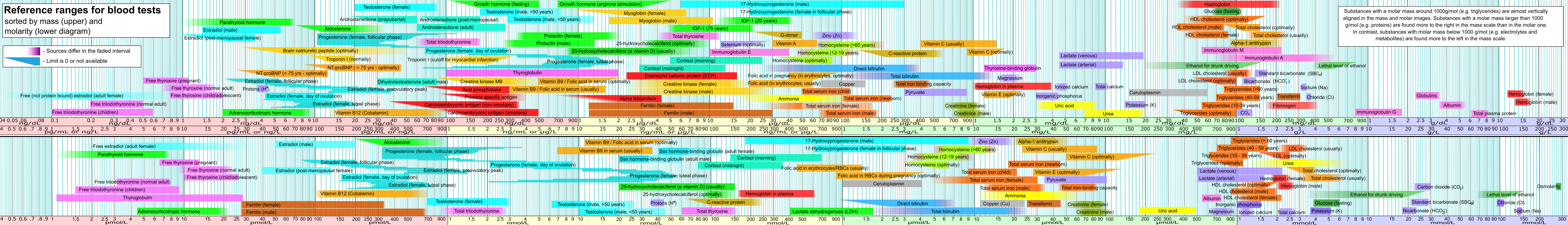
Rangos de referencia en pruebas sanguíneas, muestran la PCR de color amarillo grisáceo en el centro

En asociación con la prueba de Procalcitonina se diagnostica de manera significativa los niveles de sepsis.
La insuficiencia hepática disminuye la producción de PCR, pero no otras patologías intercurrentes. Muy pocos medicamentos reducen los valores de PCR, a menos que también intervengan en el control de la patología subyacente que estimula la fase aguda.

### Diagnóstico en cardiología
Se piensa que el daño arterial es el resultado de inductores químicos. La PCR es un marcador general para la inflamación y la infección, por ello, puede ser usada para determinar el riesgo de estar padeciendo un infarto agudo de miocardio. Debido a que una PCR elevada puede tener múltiples causas, no es una prueba específica. El hallazgo de una cifra superior a 2.4 mg/l duplica el riesgo de sufrir un evento coronario que con un nivel inferior a 1 mg/l; por tanto; a pesar de no ser específica, puede orientar el diagnóstico y establecer el riesgo. Los valores normales de la PCR varían de un laboratorio a otro.